# ESO 540-030
ESO 540-030은 조각가자리 은하단에 위치한 왜소 불규칙 은하이다. 지구로부터 약 1,110만 광년 떨어져 있기도 하다.